# Massa (Toszkána)
Massa város Olaszországban, Toszkána régióban. A Massa-Carrara megye székhelye.
Lakosainak száma 66 160 fő (2023. január 1.). Massa Carrara, Fivizzano, Minucciano, Montignoso, Seravezza, Stazzema és Vagli Sotto községekkel határos.
Gazdaságában a vegyipara és márványbányászata jelentősebb.

## Nevezetes szülöttei
- Francesco Colombini (1588–1671),
- Johann Brunetti (1626–1703),
- Pietro Alessandro Guglielmi (1726–1804),
- Silvio Baldini (* 1958), futball-edző
- Alberigo Evani (* 1963), focista, edző
- Giovanni Francini (* 1963), focista
- Roberto Mussi (* 1963), focista
- Olaf Thorsen (* 1971), zenész
- Andrea Coda (* 1985), focista
- Andrea Manfredi (* 1992–2018) kerékpárversenyző